# Botiidae
Botiidae là một họ cá vây tia dạng cá chép có trong khu vực Nam, Đông Nam và Đông Á. Cho tới gần đây chúng được đặt trong họ Cá chạch (Cobitidae) như là phân họ Botiinae, cho tới khi Maurice Kottelat sửa đổi lại phân loại các loài cá chạch và nâng cấp đơn vị phân loại này lên thành cấp họ năm 2012.
Các loài cá chạch trong họ Botiidae có thân hình tráng kiện hơn so với phần lớn các họ hàng của chúng còn lại trong họ Cobitidae và có xu hướng có lưng cong nhiều hơn, tạo ra hình dáng tổng thể có dạng hình thoi nhiều hơn. Botiidae thông thường có mõm nhọn hơn với độ dài vừa phải, trong khi nhiều loài trong họ Cobitidae lại có mõm tù rõ nét.
Botiidae nói chung là các loài cá khá nhỏ, với chiều dài tối đa nằm trong khoảng 6 và 30 cm (2,4 và 11,8 in) phụ thuộc vào loài được xem xét, mặc dù Leptobotia elongata đạt tới chiều dài 50 cm (20 in) (Chromobotia macracanthus từng được cho là đạt tới chiều dài tương tự, nhưng điều này chỉ là ngoại lệ).

## Cá cảnh
Nhiều loài có màu sắc sặc sỡ hơn là thân thuộc với những người nuôi cá cảnh nước ngọt, vì thế chúng có tầm quan trọng nhất định trong buôn bán cá cảnh. Những loài Botiidae thường thấy trong buôn bán cá cảnh bao gồm:
- Chromobotia macracanthus
- Yasuhikotakia modesta
- Ambastaia sidthimunki
- Yasuhikotakia morleti
- Botia almorhae
- Botia striata
- Botia dario
- Botia kubotai